# Kanadische Fußballnationalmannschaft (U-20-Frauen)
Die kanadische U-20-Fußballnationalmannschaft der Frauen repräsentiert Kanada im internationalen Frauenfußball. Die Nationalmannschaft untersteht der Canadian Soccer Association und wird seit 2022 von Cindy Tye trainiert. Der Spitzname der Mannschaft ist The Canucks oder Les Rouges.
Die Mannschaft tritt bei der Nord- und Mittelamerika-Meisterschaft und der U-20-Weltmeisterschaft für Kanada an. Mit zwei kontinentalen Titeln (zuletzt 2008) ist das Team hinter den USA die erfolgreichste U-20-Nationalmannschaft in Nord- und Mittelamerika. Den bislang größten Erfolg feierte die kanadische U-20-Auswahl bei der U-20-Weltmeisterschaft 2002 im eigenen Land, als sie erst im Finale dem späteren Sieger USA durch ein Golden Goal unterlag.

## Turnierbilanz

### Weltmeisterschaft
| Jahr   | Gastgeber       | Platzierung        |
| ------ | --------------- | ------------------ |
| 2002   | Kanada          | Vize-Weltmeister   |
| 2004   | Thailand        | Viertelfinale      |
| 2006   | Russland        | Gruppenphase       |
| 2008   | Chile           | Gruppenphase       |
| 2010   | Deutschland     | nicht qualifiziert |
| 2012   | Japan           | Gruppenphase       |
| 2014   | Kanada          | Viertelfinale      |
| 2016   | Papua-Neuguinea | Gruppenphase       |
| 2018   | Frankreich      | nicht qualifiziert |
| 2020 1 | Costa Rica 1    | – 1                |
| 2022   | Costa Rica      | Gruppenphase       |
| 2024   | Kolumbien       | Achtelfinale       |

### Nord- und Mittelamerika-Meisterschaft
| Jahr | Gastgeber               | Platzierung          |
| ---- | ----------------------- | -------------------- |
| 2002 | Trinidad und Tobago     | nicht qualifiziert 2 |
| 2004 | Kanada                  | CONCACAF-Meister     |
| 2006 | Mexiko                  | 2. Platz             |
| 2008 | Mexiko                  | CONCACAF-Meister     |
| 2010 | Guatemala               | 4. Platz             |
| 2012 | Panama                  | 2. Platz             |
| 2014 | Cayman Islands          | nicht qualifiziert   |
| 2015 | Honduras                | 2. Platz             |
| 2018 | Trinidad und Tobago     | 4. Platz             |
| 2020 | Dominikanische Republik | Viertelfinale        |
| 2022 | Dominikanische Republik | 3. Platz             |
| 2023 | Dominikanische Republik | 3. Platz             |

## Personen

### Trainer
(Quelle: )
- Ian Bridge (2002–2008)
- Bob Birarda (2008)
- Carolina Morace (2009–2010)
- Andrew Olivieri (2012–2014)
- Bev Priestman (2015)
- Daniel Worthington (2015–2016)
- Bev Priestman (2017–2018)
- Michael Norris (2019)
- Rhian Wilkinson (2019–2020)
- Cindy Tye (2022–)